# Haplochromis paludinosa
Haplochromis paludinosa é uma espécie de peixe da família Cichlidae.
Pode ser encontrada nos seguintes países: Burundi e Tanzânia.
Os seus habitats naturais são: rios, pântanos, marismas de água doce e deltas interiores.
Está ameaçada por perda de habitat.